# Philiris kamerungae
Philiris kamerungae är en fjärilsart som beskrevs av Waterhouse 1903. Philiris kamerungae ingår i släktet Philiris och familjen juvelvingar. Inga underarter finns listade i Catalogue of Life.